# POPDC2
POPDC2 (англ. Popeye domain containing 2) — білок, який кодується однойменним геном, розташованим у людей на короткому плечі 3-ї хромосоми.  Довжина поліпептидного ланцюга білка становить 364 амінокислот, а молекулярна маса — 40 448.
| 10         |  | 20         |  | 30         |  | 40         |  | 50         |
| ---------- |  | ---------- |  | ---------- |  | ---------- |  | ---------- |
| MSANSSRVGQ |  | LLLQGSACIR |  | WKQDVEGAVY |  | HLANCLLLLG |  | FMGGSGVYGC |
| FYLFGFLSAG |  | YLCCVLWGWF |  | SACGLDIVLW |  | SFLLAVVCLL |  | QLAHLVYRLR |
| EDTLPEEFDL |  | LYKTLCLPLQ |  | VPLQTYKEIV |  | HCCEEQVLTL |  | ATEQTYAVEG |
| ETPINRLSLL |  | LSGRVRVSQD |  | GQFLHYIFPY |  | QFMDSPEWES |  | LQPSEEGVFQ |
| VTLTAETSCS |  | YISWPRKSLH |  | LLLTKERYIS |  | CLFSALLGYD |  | ISEKLYTLND |
| KLFAKFGLRF |  | DIRLPSLYHV |  | LGPTAADAGP |  | ESEKGDEEVC |  | EPAVSPPQAT |
| PTSLQQTPPC |  | STPPATTNFP |  | APPTRARLSR |  | PDSGILASRI |  | PLQSYSQVIS |
| RGQAPLAPTH |  | TPEL       |  |            |  |            |  |            |

A: Аланін

C: Цистеїн

D: Аспарагінова кислота

E: Глутамінова кислота

F: Фенілаланін

G: Гліцин

H: Гістидин

I: Ізолейцин

K: Лізин

L: Лейцин

M: Метіонін

N: Аспарагін

P: Пролін

Q: Глутамін

R: Аргінін

S: Серин

T: Треонін

V: Валін

W: Триптофан

Кодований геном білок за функцією належить до фосфопротеїнів. 
Задіяний у таких біологічних процесах як поліморфізм, альтернативний сплайсинг. 
Локалізований у клітинній мембрані, мембрані.